# Ordine di San Giorgio (Federazione Russa)
L’Ordine di San Giorgio (in russo О́рден Свято́го Гео́ргия?, Orden Svjatogo Georgija) è un ordine cavalleresco militare della Federazione Russa. È stato fondato l'8 agosto 2000 ed è stato assegnato per la prima volta il 18 agosto 2008.

## Classi
L'ordine dispone delle seguenti classi di benemerenza:
- cavaliere di I classe
- cavaliere di II classe
- cavaliere di III classe
- cavaliere di IV classe

| Insegne                | Insegne                 | Insegne                | Insegne               |
| ---------------------- | ----------------------- | ---------------------- | --------------------- |
|                        |                         |                        |                       |
| Nastri                 |                         |                        |                       |
| Cavaliere di IV Classe | Cavaliere di III Classe | Cavaliere di II Classe | Cavaliere di I Classe |